# Nobuo Arai
Nobuo Arai (jap. 新井 信男 Arai Nobuo; * 1909; † 15. Juni 1990) war ein japanischer Schwimmer.

## Karriere
Arai begann seine Karriere auf nationaler Ebene. In den Jahren 1925 bis 1927 wurde er jeweils japanischer Meister über 1500 m Freistil – 1927 gewann er zusätzlich den Titel über 400 m Freistil. 1928 nahm er an den Olympischen Spielen in Amsterdam teil. Hier erreichte er in den Individualdisziplinen über 400 m und 1500 m Freistil jeweils das Halbfinale. Mit der japanischen Staffel über 4 × 200 m Freistil wurde er Zweiter und sicherte sich somit Silber.
Neben dem Sport besuchte er die Waseda-Universität in Tokio.